# La Conversion
La Conversion est une localité de la commune de Lutry dans le canton de Vaud, en Suisse.

## Transports

Photo aérienne (1964)

Une gare des CFF se trouve à La Conversion, sur la ligne Lausanne – Berne, et est desservie par le RER Vaud.
La Conversion est également reliée au réseau des transports publics de la région lausannoise par la ligne de bus 68.